# La Flamengrie (Aisne)
Pour les articles homonymes, voir La Flamengrie.
La Flamengrie est une commune française située dans le département de l'Aisne en région Hauts-de-France.

## Géographie

### Localisation
- 1Carte dynamique
- 2Carte OpenStreetMap
- 3Carte topographique
- 4Carte avec les communes environnantes

La Flamengrie est située au nord du département de l'Aisne et fait partie de la communauté de communes de la Thiérache du Centre. La commune est traversée par la route nationale 2 reliant Paris à Bruxelles.
La mairie est un des bâtiments le plus imposant du village, en raison de son beffroi, au même titre que les trois églises, celle de la Nativité-de-la-Sainte-Vierge au centre, celle de Saint-Martin à Roubay et celle de Saint-Denis au Petit Bois.
En sillonnant les chemins de campagne, on rencontre aussi des calvaires et de nombreux oratoires, intégrés dans un paysage bocager.
Le village est limitrophe du département du Nord et se situe à 15 km de la Belgique.

### Hydrographie

#### Réseau hydrographique
La commune est traversée par la ligne de partage des eaux entre les bassins hydrographiques Artois-Picardie et Seine-Normandie. Elle est drainée par le Morteau, le Noirrieu, le ruisseau de la Chaudière, l'Iron, la Ferme du Maka, le Haut Bugny, le ruisseau de la chaudière, le ruisseau du maka, le ruisseau du petit floyon et Papleux,.
Le Morteau, d'une longueur de 23 km, prend sa source dans la commune  et se jette  dans le Noirrieu à Étreux, après avoir traversé six communes.

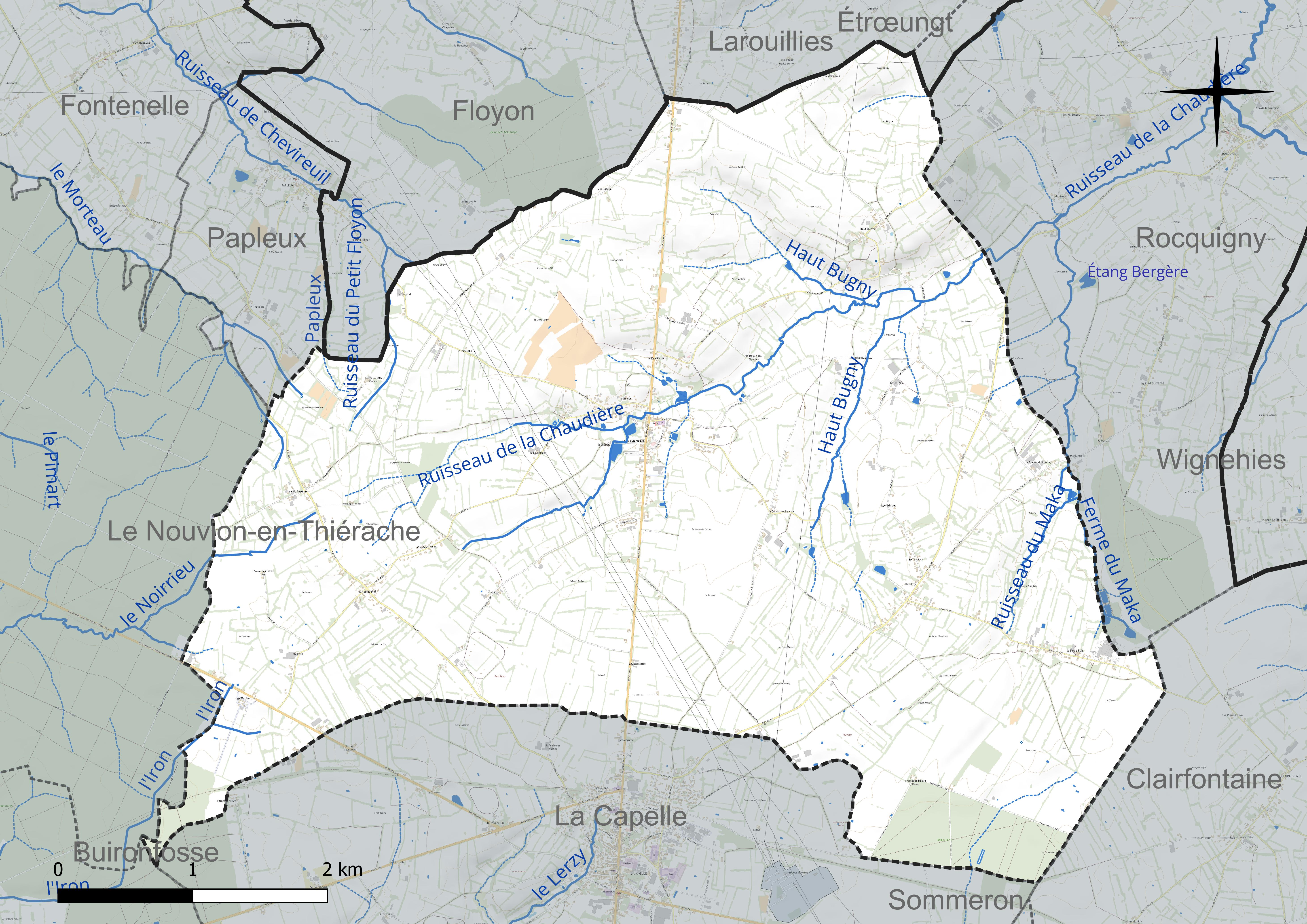
Réseau hydrographique de la Flamengrie.

Le Noirrieu, d'une longueur de 33 km, prend sa source dans la commune  et se jette  dans l'Oise (rive gauche) à Vadencourt, après avoir traversé onze communes.
L'Iron, d'une longueur de 25 km, prend sa source dans la commune  et se jette  dans le Noirrieu à Hannapes, après avoir traversé dix communes.

#### Gestion et qualité des eaux
Le territoire communal est couvert par le schéma d'aménagement et de gestion des eaux (SAGE) « Sambre ». Ce document de planification concerne un territoire de 1 253 km2 de superficie, délimité par le bassin versant de la Sambre. Le périmètre a été arrêté le 1er novembre 2003 et le SAGE proprement dit a été approuvé le 21 septembre 2012, puis modifié le 18 août 2022. La structure porteuse de l'élaboration et de la mise en œuvre est le syndicat mixte du Parc naturel régional de l'Avesnois.
La qualité des cours d'eau peut être consultée sur un site dédié géré par les agences de l'eau et l'Agence française pour la biodiversité.

### Climat
Pour des articles plus généraux, voir Climat des Hauts-de-France et Climat de l'Aisne.
En 2010, le climat de la commune est de type climat des marges montargnardes, selon une étude du CNRS s'appuyant sur une série de données couvrant la période 1971-2000. En 2020, Météo-France publie une typologie des climats de la France métropolitaine dans laquelle la commune est exposée à un climat océanique altéré et est dans la région climatique Nord-est du bassin Parisien, caractérisée par un ensoleillement médiocre, une pluviométrie moyenne régulièrement répartie au cours de l'année et un hiver froid (3 °C).
Pour la période 1971-2000, la température annuelle moyenne est de 9,6 °C, avec une amplitude thermique annuelle de 14,8 °C. Le cumul annuel moyen de précipitations est de 903 mm, avec 13,4 jours de précipitations en janvier et 9,8 jours en juillet. Pour la période 1991-2020, la température moyenne annuelle observée sur la station météorologique la plus proche, située sur la commune de Saint-Hilaire-sur-Helpe à 14 km à vol d'oiseau, est de 10,5 °C et le cumul annuel moyen de précipitations est de 802,4 mm,. Pour l'avenir, les paramètres climatiques de la commune estimés pour 2050 selon différents scénarios d'émission de gaz à effet de serre sont consultables sur un site dédié publié par Météo-France en novembre 2022.

## Urbanisme

### Typologie
Au 1er janvier 2024, La Flamengrie est catégorisée commune rurale à habitat dispersé, selon la nouvelle grille communale de densité à 7 niveaux définie par l'Insee en 2022.
Elle est située hors unité urbaine et hors attraction des villes,.

### Occupation des sols
L'occupation des sols de la commune, telle qu'elle ressort de la base de données européenne d'occupation biophysique des sols Corine Land Cover (CLC), est marquée par l'importance des territoires agricoles (94,6 % en 2018), une proportion identique à celle de 1990 (94,6 %). La répartition détaillée en 2018 est la suivante : prairies (89,5 %), terres arables (5,1 %), forêts (3,2 %), zones urbanisées (2,2 %).
L'évolution de l'occupation des sols de la commune et de ses infrastructures peut être observée sur les différentes représentations cartographiques du territoire : la carte de Cassini (XVIIIe siècle), la carte d'état-major (1820-1866) et les cartes ou photos aériennes de l'IGN pour la période actuelle (1950 à aujourd'hui).

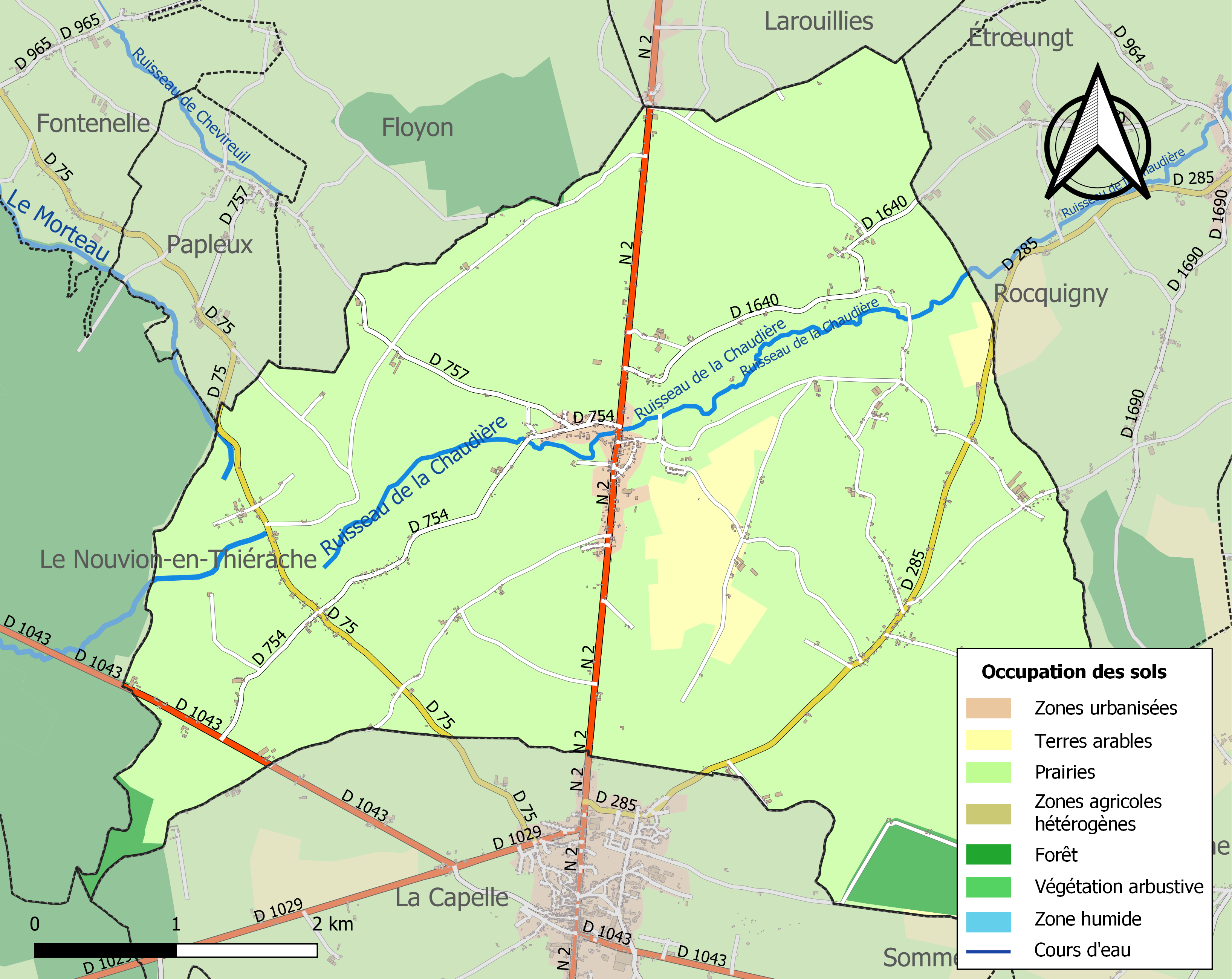
Carte de l'occupation des sols de la commune en 2018 (CLC).

## Toponymie
- Anciens noms : Flamengueria, (1209) Flamingeria (cartulaire blanc de l'abbaye Saint-Denis), (1212) Flamengeria, (1223) Flamineria (petit cartulaire de Chaourse), 1223 La Flamengria (cartulaire de la seigneurie de Guise), (1226) Flamengria (manuscrit du Sieur l'Elleu), 1360 : Flamenguerie (Trésor des Chartres, registre 90), 1681 : La Flamengry (bailliage de Marfontaine), 1704 : Flammengrie (bailliage de Ribemont), 18e siècle : La Flammengry (carte du Gouvernement de La Capelle), Fin 18e : La Flamangrie (carte de Cassini)
- Étymologie : Il n'est pas souvent aisé de trouver l'origine d'un nom de localité qui a évolué au fil du temps et a été marqué par l'influence de différentes langues. Trois pistes ont été soulevées ; la 3e semble la plus plausible : 1) Hypothèse latine : Flamen et Geria. Pour Flamen, le latin se traduit par : vent, brise, souffle. Pour Geria, le latin donne : arbre. Ce qui peut donner : vent dans les arbres. 2) Un historien axonais, Amédée Piette, donne une version plus réaliste en faisant dériver ces formes latines de deux noms d'origine hollandaise : vlamen greuze qui signifie : frontière des Flamands ou de la Flandre. Une version issue des travaux de M. LEBEAU sur la description de l'arrondissement d'Avesnes-sur-Helpe. C'est l'endroit où se rencontraient les limites des pays gaulois Rémes (Rémi) et celui des Gaulois Nerviens (Nervii) symbolisé par les bords de la grande forêt d'Arrouaise. Frontière qui était la même sous Louis XIV et qui séparait le royaume de France avec les provinces de Flandres (Hainaut). De nos jours ces limites sont celles des départements de l'Aisne et du Nord. 3) Du néerlandais Vlamingen « Flamands » et du suffixe roman -aria (colonia) : « la ( colonie ) de Flamands »[22], nom d'origine populaire, né du parler roman et latinisé en Flamingeria. L'appellation « La Flamengrie » a désigné divers endroits, principalement dans le Hainaut, indiquant des terres occupées par des immigrants flamands (Flamingi) ; le suffixe -erie indiquant le caractère collectif du mot. Le nom de la commune n'apparaît qu'à partir de la fin du XIIe siècle, époque où une émigration se fit depuis la Flandre.

## Histoire
- 7 novembre 1918 : le cessez-le-feu de la Grande Guerre a retenti le 7 novembre 1918 à La Flamengrie, dans le hameau d'Haudroy. La Pierre d'Haudroy témoigne encore aujourd'hui de la ténacité du Poilu.

## Politique et administration

### Découpage territorial
La commune de Flamengrie est membre de la communauté de communes de la Thiérache du Centre, un établissement public de coopération intercommunale (EPCI) à fiscalité propre créé le 31 décembre 1992 dont le siège est à La Capelle. Ce dernier est par ailleurs membre d'autres groupements intercommunaux.
Sur le plan administratif, elle est rattachée à l'arrondissement de Vervins, au département de l'Aisne et à la région Hauts-de-France. Sur le plan électoral, elle dépend du  canton de Vervins pour l'élection des conseillers départementaux, depuis le redécoupage cantonal de 2014 entré en vigueur en 2015, et de la troisième circonscription de l'Aisne  pour les élections législatives, depuis le dernier découpage électoral de 2010.

### Administration municipale
| Période                                  | Période                   | Identité          | Étiquette | Qualité                                                            |
| ---------------------------------------- | ------------------------- | ----------------- | --------- | ------------------------------------------------------------------ |
| avant 1875                               | après 1876                | Liévin-M.         |           |                                                                    |
| Les données manquantes sont à compléter. |                           |                   |           |                                                                    |
| 1993                                     | mai 2020                  | Nicole Meurisse   | UDI       | Retraitée de l'Éducation nationale Réélue pour le mandat 2014-2020 |
| mai 2020,                                | En cours (au 23 mai 2020) | Jean Fourdrignier |           |                                                                    |

## Démographie
L'évolution du nombre d'habitants est connue à travers les recensements de la population effectués dans la commune depuis 1793. Pour les communes de moins de 10 000 habitants, une enquête de recensement portant sur toute la population est réalisée tous les cinq ans, les populations de référence des années intermédiaires étant quant à elles estimées par interpolation ou extrapolation. Pour la commune, le premier recensement exhaustif entrant dans le cadre du nouveau dispositif a été réalisé en 2007.

En 2022, la commune comptait 1 098 habitants, en évolution de −3,85 % par rapport à 2016 (Aisne : −1,97 %, France hors Mayotte : +2,11 %).
| 1793  | 1800  | 1806  | 1821  | 1831  | 1836  | 1841  | 1846  | 1851  |
| ----- | ----- | ----- | ----- | ----- | ----- | ----- | ----- | ----- |
| 1 245 | 1 341 | 1 333 | 1 426 | 1 744 | 1 724 | 1 708 | 1 695 | 1 730 |

| 1856  | 1861  | 1866  | 1872  | 1876  | 1881  | 1886  | 1891  | 1896  |
| ----- | ----- | ----- | ----- | ----- | ----- | ----- | ----- | ----- |
| 1 688 | 1 674 | 1 613 | 1 536 | 1 503 | 1 502 | 1 513 | 1 504 | 1 345 |

| 1901  | 1906  | 1911  | 1921  | 1926  | 1931  | 1936  | 1946  | 1954  |
| ----- | ----- | ----- | ----- | ----- | ----- | ----- | ----- | ----- |
| 1 261 | 1 270 | 1 252 | 1 166 | 1 165 | 1 149 | 1 176 | 1 080 | 1 060 |

| 1962  | 1968  | 1975 | 1982  | 1990  | 1999  | 2006  | 2007  | 2012  |
| ----- | ----- | ---- | ----- | ----- | ----- | ----- | ----- | ----- |
| 1 093 | 1 041 | 951  | 1 023 | 1 073 | 1 099 | 1 053 | 1 048 | 1 138 |

| 2017  | 2022  | - | - | - | - | - | - | - |
| ----- | ----- | - | - | - | - | - | - | - |
| 1 118 | 1 098 | - | - | - | - | - | - | - |

## Lieux et monuments
- Monument de la Pierre d'Haudroy.
- Église de la Nativité-de-la-Sainte-Vierge de La Flamengrie.
- Église Saint-Martin à Roubay (hameau).
- Église Saint-Denis au Petit Bois (hameau).

## Personnalités liées à la commune
- Troignon, lieutenant du capitaine Moneuse, chauffeur, brigand de grand chemin, assassin, pillard... mort dans des circonstances mystérieuses début 1795.

## Pour approfondir